# NGC 1532
NGC 1532 je spirální galaxie s příčkou v souhvězdí Eridanu. Od Země je vzdálená 65,1 milionů světelných let. Objevil ji James Dunlop 29. října 1826.
Tato galaxie tvoří fyzickou dvojici s čočkovou galaxií NGC 1531. Obě galaxie se navzájem gravitačně ovlivňují za vzniku nových hvězd a NGC 1532 nakonec svého menšího souputníka pohltí.
V roce 1981 byla v NGC 1532 pozorována supernova, která dostala označení SN 1981A a dosáhla hvězdné velikosti 13,5.